# José Guerra
José Carlos Guerra (ur. 12 września 1994 w David) – panamski piłkarz występujący na pozycji bramkarza, reprezentant Panamy, od 2025 roku zawodnik Herrery.